# Георгианит

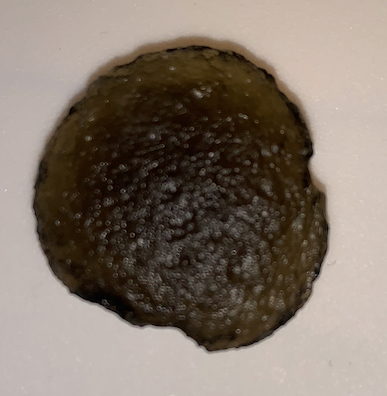
Георгианит из округа Додж

Георгиани́т, иногда джорджиани́т, в прямой транскрипции джорджиаи́т (англ. Georgiaite) — редкая форма тектита, метеоритного стекла, встречающаяся только на юго-востоке США в штате Джорджия. Поле и траектория разброса георгианитов указывает на центр в Чесапикском ударном кратере, находящемся на территории штата Вирджиния, Кейп-Чарльз (Чесапикский залив), катастрофа в районе которого, как считается, произошла более 35 миллионов лет назад, в эпоху позднего эоцена палеогенового периода. Как и все остальные тектиты, георгианит получил название по тому месту, где он образовался и где его обнаружили.
На данный момент с этим ударным кратером связывают два поля разброса и, как следствие, две древнейшие из известных на данный момент группы тектитов: чёрные техасские бедиаситы и зелёные георгианиты штата Джорджия.

## Источник минерала
Ударный кратер в Чесапикском заливе был образован в результате падения крупного астероида в районе восточных берегов Северной Америки около 35,5 ± 0,3 миллиона лет назад, в поздний эоцен на территории нынешнего штата Вирджиния. Место падения метеорита находилось в южной части, почти в устье узкого залива, вытянутого в примерном направлении с юга на север. Из числа известных в современное время, Чесапикский кратер — один из самых хорошо сохранившихся «мокрых» ударных кратеров на Земле. Продолжающееся после катастрофы засыпание эпицентра воронки брекчиёй, а затем постепенное оседание отложений и осадочных пород способствовало формированию нынешних очертаний Чесапикского залива.

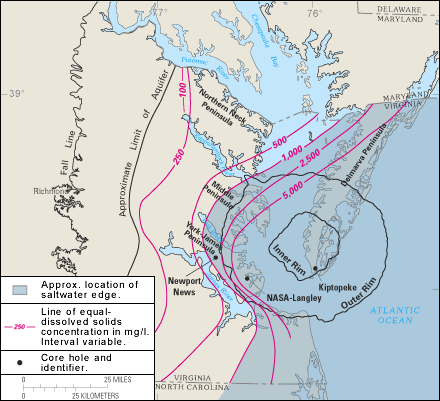
Чесапикский кратер

Астероид нанёс удар со скоростью почти 60 километров в секунду, оставив глубокую воронку в отложениях, а также в основных гранитах континентального фундамента. Главный первооткрыватель кратера, американский геолог Дэвид С. Поварс описывал масштаб случившейся катастрофы: «За несколько минут миллионы тонн воды, отложений и осколков породы были выброшены высоко в атмосферу, а затем рассеяны на сотни миль вдоль восточного побережья». Волна цунами накрыла береговую линию материка и, возможно, даже достигла линии Голубого хребта.
Сам метеорит в результате взрыва был полностью уничтожен, частично испарившись, а нижележащие породы оказались разрушены до глубины не менее восьми километров, вокруг воронки образовалось выносное кольцо. Оставшийся после взрыва эпицентр кратера имеет радиус около 38 км., он окружен террассообразным кольцеобразным жёлобом с плоским дном и внешним краем из обрушившихся блоков, образующих кольцевые разломы. Общий диаметр кратера превышает 85 километров. Чесапикский метеорит был определён как источник североамериканского тектитового поля, прежде всего, на территории штатов Джорджия (георгианиты) и Техас (бедиаситы).

## Характеристика и распространение минерала

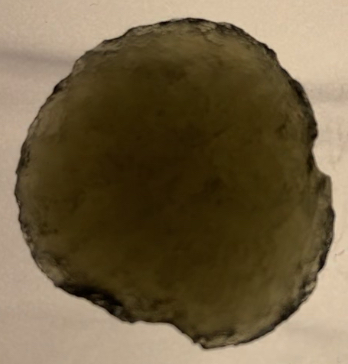
Тот же образец, вид на просвет

Образцы джорджианита были обнаружены только в центральной и восточной части штата Джорджия, число их сравнительно невелико. Большинство всех разностей были найдены в округах Блекли и Додж. В других граничащих с ними административных районах образцы обнаруживались в меньшем числе. По состоянию на 2018 год было известно от 1000 до 2500 экземпляров.
Чаще всего георгианиты имеют типичную для тектитов форму капель или застывших брызг. Кроме округлой формы для них характерна и типичная для всех тектитов «рябь» на поверхности, неровности и шероховатости, так или иначе, указывающие на взрывную метеоритную природу его происхождения и застывание расплава в полёте. Георгианиты чаще всего мутные, полупрозрачные, оливково-зелёного цвета с коричневым отливом. Размер тектитов бывает разным, однако большинство собранных образцов не превышают пяти сантиметров.
Как и все остальные разновидности тектитов, георгианит по составу представляет собой практически чистое силикатное стекло и по внешнему виду больше всего напоминает обсидиан. При этом химический состав георгианита значительно более бедный, чем у других североамериканских тектитов. Он содержит кремнезём с незначительной примесью калийных солей, и не обнаруживает сколько-нибудь заметных следов присутствия других химических элементов.
На данный момент существует несколько известных собраний образов георгианита, используемых для образовательных и исследовательских целей, а также для всеобщего обозрения. Одна из таких коллекций находится в Национальном музее естественной истории в Вашингтоне. Известно также большое собрание из фонда частного дарения в Музее естественной истории Фернбанка в Атланте, штат Джорджия.